# Pietro Gonzaga
Pietro Gonzaga, né le 25 mars 1751 à Longarone en Vénétie et mort le 6 août 1831 (25 juillet calendrier julien) à Saint-Pétersbourg, est un peintre, aquarelliste, dessinateur et architecte.

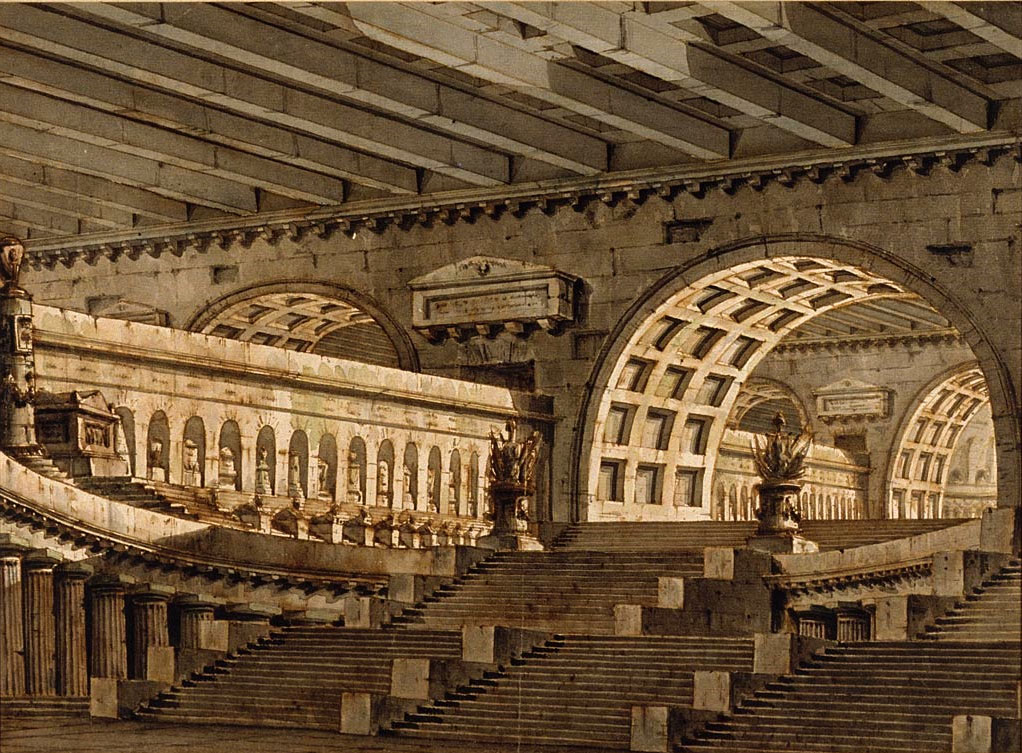
Subterranian Mausoleum (1780), Art Institute of Chicago.

## Biographie
Né le 25 mars 1751 à Longarone, Pietro Gonzaga est le fils de Francesco et de la noble Anna Grini de Belluno.
Il étudie à Venise de 1769 à 1772 sous la direction de Giuseppe Moretti et d'Antonio Visentini et termine ses études à Milan de 1772 à 1778 en tant qu'élève des scénographes Bernardino, Fabrizio et Giovanni Antonio Galliari. Il est fortement influencé par les œuvres de Canaletto et Piranesi. Il fait ses débuts comme scénographe à Milan à La Scala en 1779 et conçoit plus de 60 productions à Milan, Rome, Gênes et d'autres villes italiennes.
À partir de 1792, il travaille en Russie, où il suit la recommandation du prince Nikolay Yusupov, qui est à l'époque le directeur général de la musique et de l'apparat à la cour de Catherine II. Il travaille comme architecte à Saint-Pétersbourg.
Pietro Gonzaga meurt le 6 août 1831 à Saint-Pétersbourg.